# Кашвети
Церковь Кашвети (церковь святого Георгия) (груз. ქაშვეთის წმინდა გიორგის სახელობის ტაძარი) — православная церковь в центре Тбилиси, расположенная напротив здания Парламента Грузии на проспекте Руставели (д. 9).

## История
Церковь Кашвети строилась с 1904 по 1910 год по проекту тифлисского архитектора Леопольда Бильфельда, взявшего за образец средневековый собор Самтависи. Церковь была воздвигнута на месте другой кирпичной церкви, построенной здесь по заказу семьи Амилахвари в 1753 году и обветшавшей. Фрески церкви были выполнены в 1947 году Ладо Гудиашвили. Считается, что в облике Христа он воплотил портретные черты начинавшего в те годы скульптора Б. Авалишвили
Название церкви «кашвети» происходит от грузинских слов ква («камень») и шва («рожать»). По легенде, в VI веке женщина в Тбилиси обвинила Давида Гареджийского в том, что беременна от него. Давид предсказал, что её неправота станет очевидной, когда она родит камень. После того, как это и произошло, место получило название «к(в)ашвети».

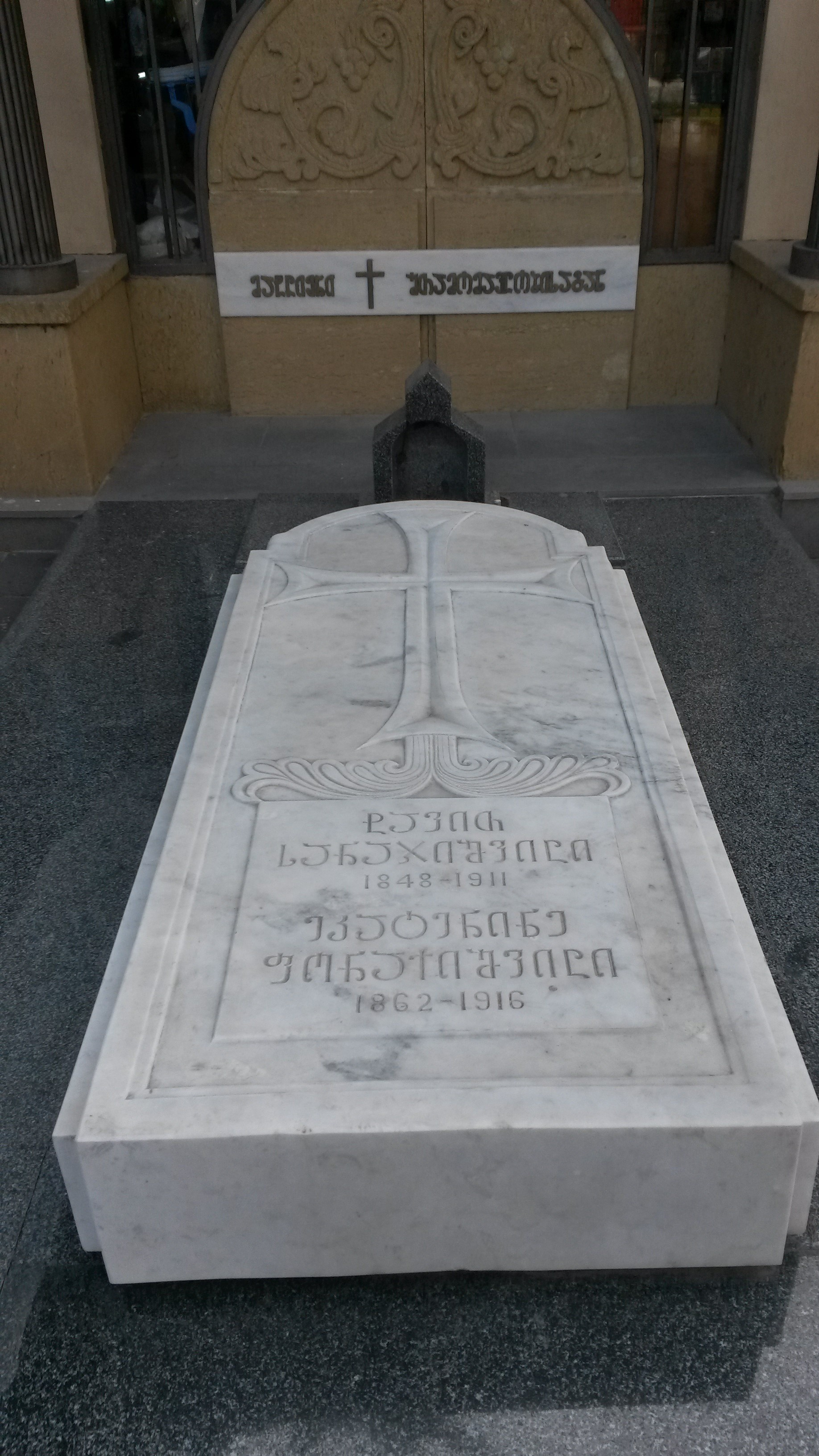
Могила Сараджишвили у церкви Кашвети

В церкви похоронен генерал Григол Орбелиани, а у церкви перезахоронена чета Сараджишвили. Д. З. Сараджишвили — известный грузинский предприниматель и меценат.
Здание пострадало во время боев между национальной гвардией Гамсахурдии и силами оппозиции в декабре 1991 — январе 1992 годов.